# Proantocha
Proantocha is een ondergeslacht van het geslacht van insecten Antocha binnen de familie steltmuggen (Limoniidae).

## Soorten
Deze lijst van 2 stuks is mogelijk niet compleet.
- A. (Proantocha) spinifer (Alexander, 1919)
- A. (Proantocha) uyei (Alexander, 1928)